# Volker David Kirchner
Volker David Kirchner (ur. 25 czerwca 1942 w Moguncji, zm. 4 lutego 2020 w Wiesbaden) – niemiecki kompozytor i altowiolista. Mieszkał w Moguncji.

## Nagrody (wybór)
- 1974 Preis des Landes Rheinland-Pfalz für Junge Komponisten (dla pierwszej opery „Die Trauung”, według Gombrowicza)
- 1977 Kunstpreis des Landes Rheinland-Pfalz
- 1992 Gutenberg-Plakette der Stadt Mainz
- 1994 Pierwszy Laureat nagrodzony Rheingau Musikpreis
- 1995 Kompositionspreis der Niedersächsischen Sparkassenstiftung und der Kreissparkasse Hannover
- 2007 Peter-Cornelius-Plakette